# Boeing KB-50
El Boeing KB-50 fue una modificación del Boeing B-50 Superfortress para cubrir las necesidades de reabastecimiento en vuelo de la USAF. Se desarrollaron y fabricaron dos versiones principales: KB-50J y KB-50K.

## Desarrollo
La Fuerza Aérea de los Estados Unidos planificó la conversión de un total de 134 bombarderos B-50 (de las versiones B-50A, RB-50 y B-50D) para reabastecimiento en vuelo, una vez ya no eran necesarios para el Mando Aéreo Estratégico. Como aviones cisternas KB-50, deberían reforzarse las alas, así como incorporar los sistemas necesarios para reabastecer simultáneamente a 3 cazas por el sistema de sonda-cesta. Las modificaciones, que se asignaron a Hayes Aircraft Corporation, también incluían la eliminación del armamento defensivo y reemplazar la sección de cola. Aunque se estimaba que las modificaciones durarían hasta diciembre de 1957, el proyecto se adelantó a dicho calendario.
El primer KB-50 voló en diciembre de 1955, y fue aceptado por la USAF en enero de 1956. En noviembre de 1957, los KB-50 ya habían sustituido a todos los KB-29 del Tactical Air Command. Debido al éxito de este aparato, el TAC pidió más aviones, aunque esta petición nunca se materializó, al cerrarse la línea de modificación de Hayes Aircraft Corporation.

## Variantes
KB-50D
Prototipo de avión cisterna. Sólo se construyó uno. Posteriormente, una conversión de un TB-50D también se denominó KB-50D.
KB-50J
B-50 cisterna con mejor rendimiento gracias a dos motores a reacción General Electric J47 extra bajo las alas. Se convirtieron 112 desde los modelos B-50D, TB-50D, RB-50E, RB-50F y RB-50G.
KB-50K
Versiones cisterna del entrenador TB-50H. Se convirtieron 24 aparatos.

## Operadores
Estados Unidos
- Fuerza Aérea de los Estados Unidos

## Especificaciones técnicas (KB-50J/K)
Referencia datos: United States Military Aircraft since 1909

### Características generales
- Tripulación: 6 (2 pilotos, ingeniero, navegante y dos operadores de repostaje)
- Longitud: 32,03 m
- Envergadura: 43,05 m
- Altura: 10,24 m
- Superficie alar: 160 m²
- Peso vacío: 42275 kg
- Peso cargado: 81420 kg
- Planta motriz: 4× motor radial Pratt & Whitney R-4360-35, -35A ó -51.
  - Potencia: 2600 kW (3486,66 hp) cada uno.

### Rendimiento
- Velocidad máxima operativa (Vno): 715 km/h a 5200 m
- Velocidad crucero (Vc): 591 km/h
- Alcance: 3701 km
- Techo de vuelo: 12 101 m (39 701 ft)
- Régimen de ascenso: 16,6 m/s

### Aeronaves similares
- Boeing KB-29 Superfortress
- Boeing KC-97 Stratotanker
- Boeing KC-135 Stratotanker
- McDonnell Douglas KC-10 Extender